# 壮士所城
壮士所城位于浙江省苍南县渔寮乡雾城村，始建于明朝洪武十七年（1384年），有雾城或旧城之别称。城东为海湾，西南约十五公里处为蒲门所城，明正统年间(1436—1449)迁入蒲门所城办公，隆庆年间(1567—1572)并入于蒲门所，合称为蒲壮所城。2006年5月25日，与白湾堡、巡检司遗址一同归入第四批全国重点文物保护单位蒲壮所城。